# Rhododendron lutescens
Espèce
Classification phylogénétique
Rhododendron lutescens est une espèce d’arbustes de la famille des Ericaceae, à feuilles persistantes, originaire de Chine, utilisée comme arbuste ornemental.

## Étymologie et histoire de la nomenclature
Le nom de genre Rhododendron (créé par Linné en 1753) vient du grec ancien ῥoδόδενδρον rhododendron « arbre à roses », composé de ῥόδον, rhodon « rose » et δένδρον, dendron « arbre ». Remarquons que le terme existait depuis 1518 en latin des botanistes, emprunté au latin rhododendron « laurier-rose » (Pline, H.N., 16, 79 etc.), lui-même repris au grec ῥoδόδενδρον  rhododendron de même sens.
L’épithète spécifique lutescens vient du latin et signifie « des marais » en raison de son habitat en zone humide.
Le Rhododendron lutescens doit être distingué du Rhododendron luteum,  originaire du sud-est de l'Europe et du sud-ouest de l'Asie. L’épithète spécifique luteum est l’accusatif de luteus « jaunâtre ». Luteus « jaunâtre » a pour homonyme luteus « de boue, d’argile ». 

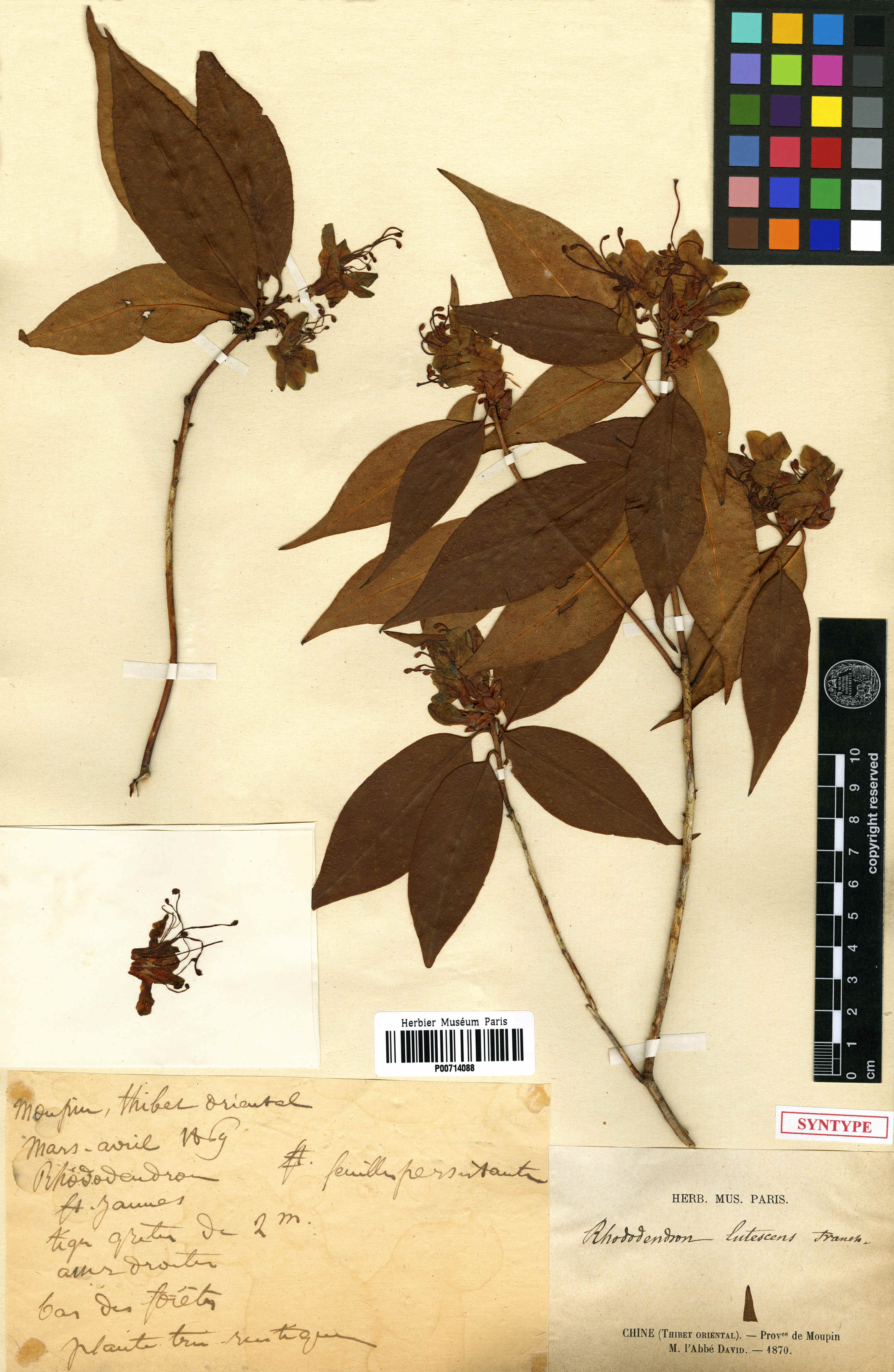
Rhododrendron lutescens spécimen Syntype du père David.

Le missionnaire botaniste Armand David découvrit cette nouvelle espèce de rhododendron en avril 1869, à Moupin dans le Tibet oriental (actuellement Baoxing dans la montagne à l’ouest de Chengdu au Sichuan). Il note sur la planche d’herbier ci-contre « Fleurs jaunes, feuilles persistantes. Tiges grêles de 2 m. Bas de forêts. Plante très rustique ».
Le botaniste Adrien Franchet qui au Muséum de Paris réceptionnait les caisses de spécimens de nouvelles espèces de plantes envoyées par le père David, se chargeait de les analyser et décrire. Il donna une description de ce rhododendron dans le Bulletin de la Société Botanique de France 33: 235, en 1886.
Le nom vernaculaire chinois est 黄花杜鹃 huang hua dujuan (rhododendron à fleurs jaunes).

## Synonyme
Selon Tropicos, il y a trois synonymes :
- Rhododendron blinii H. Léveillé ;
- R. costulatum Franchet ;
- R. lemeei H. Léveillé.

## Description

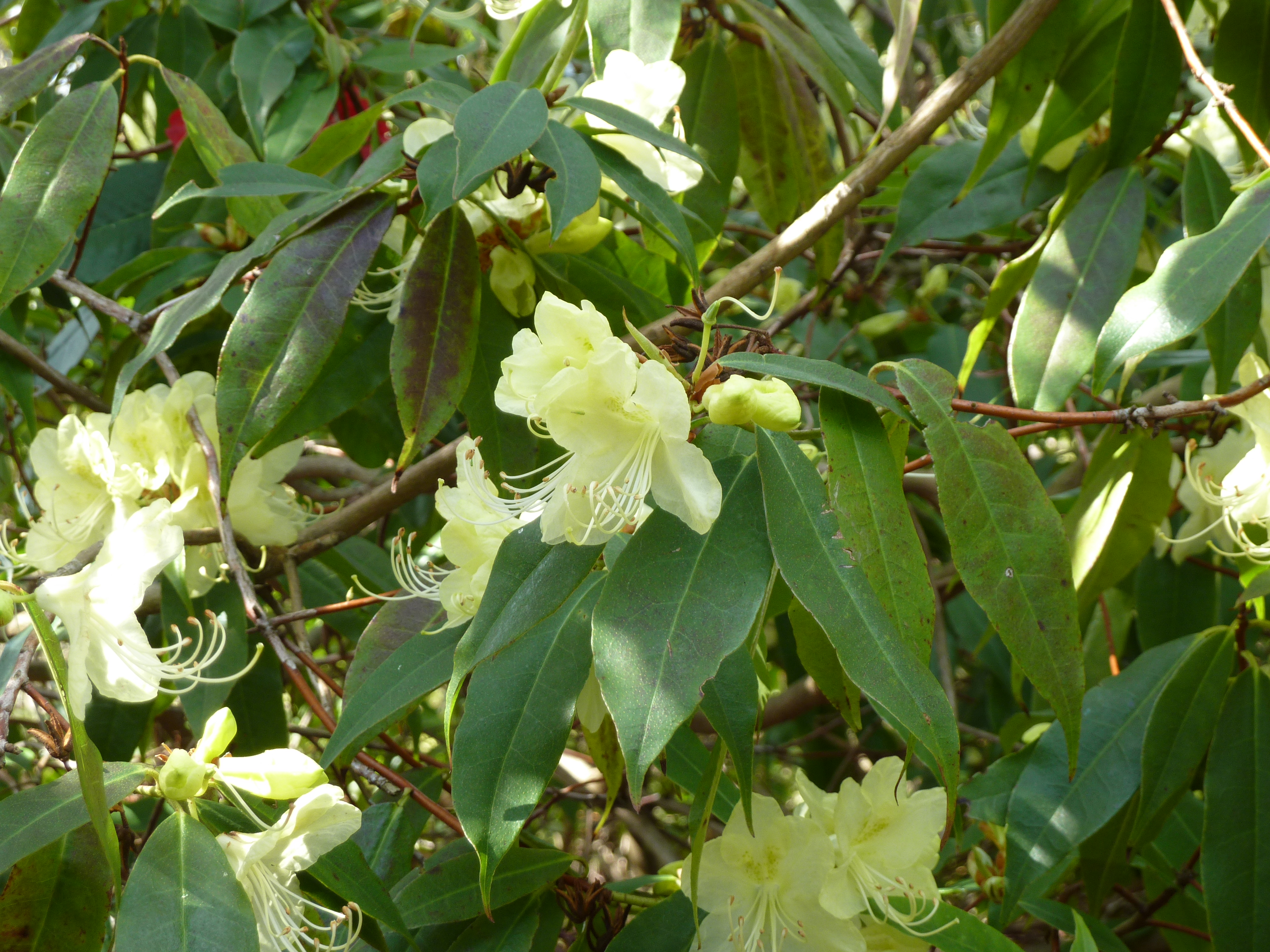
Rhododendron lutescens.

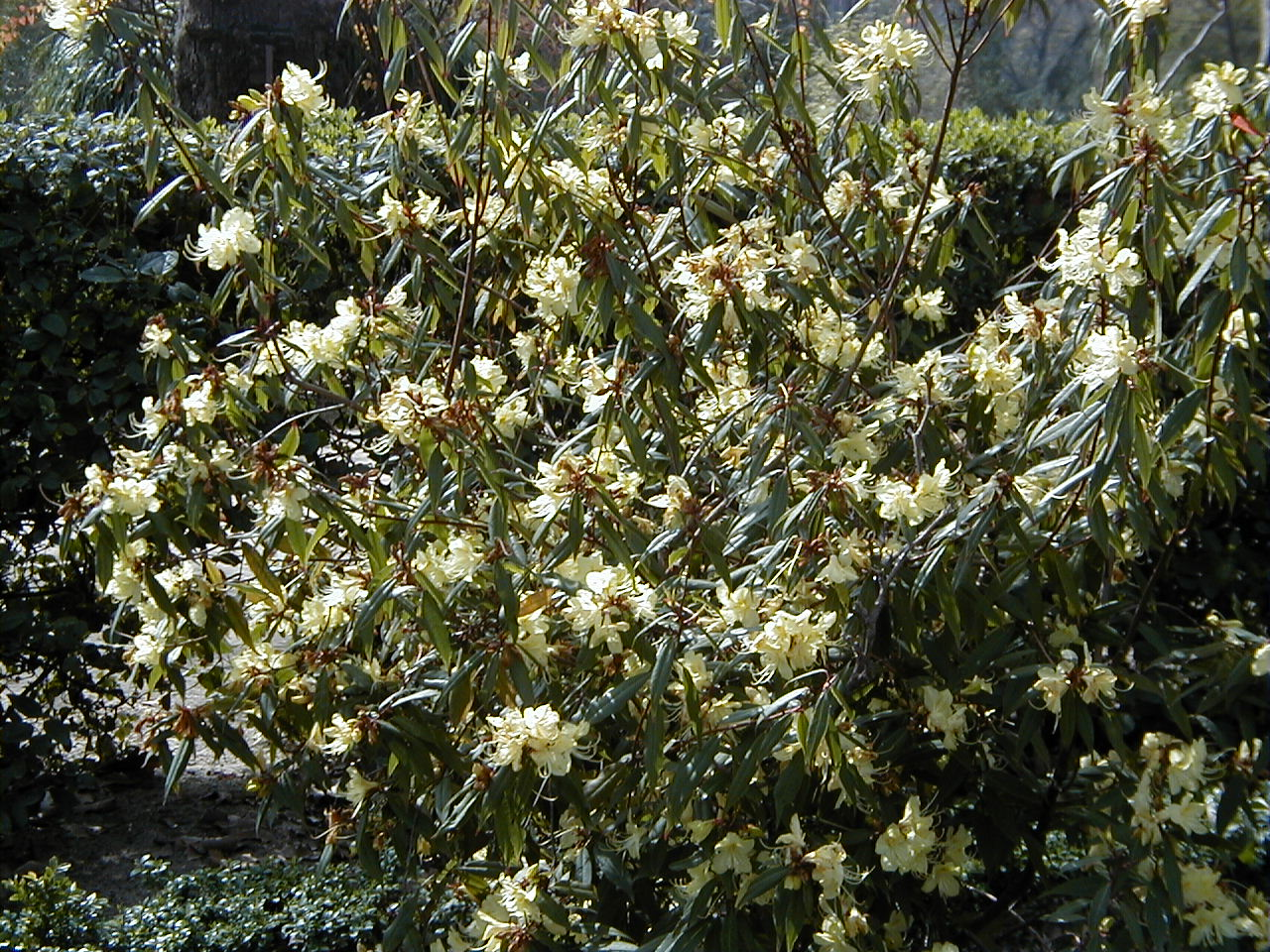
Rhododendron lutescens.

Rhododendron lutescens est un arbuste à feuilles persistantes, de 1 à 3 m de haut dont les jeunes rameaux sont peu squameux (écailleux).
La feuille, portée par un pétiole de 5–9 mm, possède un limbe papyracé, lancéolé, oblong-lancéolé ou ovale-lancéolé, de 4–9 cm de long sur 1,5–2,5 cm de large, avec une base largement cunéiforme à arrondie et un apex acuminé.
L’inflorescence terminale ou axillaire, porte 1 à 3 fleurs. La fleur portée par un pédicelle squameux de 0,4–1,5 cm, possède un calice non développé, à 5 lobes, une corolle en entonnoir large, à 5 lobes, jaunes, de 2–2,5 cm, à surface extérieure densément pubescente et peu écailleuse, 10 étamines inégales, les plus longues dépassant la corolle et un ovaire 5-loculaire, densément écailleux.
Le fruit est une capsule cylindrique, d’environ 10 mm.
La floraison a lieu en mars-avril.

## Distribution et habitat
Le Rhododendron lutescens est une espèce endémique de Chine (provinces du Guizhou, Sichuan, Yunnan).
Il croît dans les zones humides des forêts mixtes et dans les fourrés sur pentes calcaires, entre 1 700 et 2 000 m.

## Horticulture
Cette espèce de rhododendron est intéressante en horticulture, en raison de sa superbe floraison jaune vif bien en vue sur le jeune feuillage rouge cuivré.
Le jeune feuillage rouge cuivré vire ensuite au bronze puis au vert. Il supporte des températures de −15 °C.